# 青柳親房
青柳 親房（あおやぎ ちかふさ、1953年9月2日 - ）は、日本の厚生官僚。元社会保険庁運営部長。

## 人物
東京教育大学附属高校、東京大学経済学部経済学科卒業後、1976年に厚生省入省。各課の課長補佐で制度改正にかかわる。1996年介護制度を担当する老人福祉計画課長。
2004年に社会保険庁運営部長となるが、2007年に年金問題の対応を巡り事実上の更迭で九州厚生局長となり、2009年に辞職。その後福祉医療機構理事となるが、民主党政権下で更迭となる。社会福祉法人こうほうえん理事を経て、新潟医療福祉大学社会福祉学部教授。

## 略歴
- 1976年4月：厚生省入省
- 1985年：大臣官房人事課課長補佐
- 1986年：三重県福祉部老人福祉課長
- 三重県社会課長
- 1989年：保険局保険課課長補佐
- 1989年：保険局企画課課長補佐[4]
- 1996年：老人保健福祉局老人福祉計画課長
- 保健医療局企画課長
- 健康局総務課長
- 2002年：厚生労働省政策統括官付参事官（社会保障担当）
- 2004年：社会保険庁運営部長
- 2007年：厚生労働省九州厚生局長[2]
- 2009年7月：退官
- 独立行政法人福祉医療機構理事
- 拓殖大学大学院地方政治行政研究科非常勤講師（社会保障政策論）[1]
- 社会福祉法人こうほうえん理事･東京事業本部長
- 新潟医療福祉大学社会福祉学部教授[5]

## 参考資料
- 「政官要覧」 2000年～2002年